# پارامسی
پارامِسی‌ها (به انگلیسی: Paramecium) پروتوزوئرهای تک سلولی هستند و در شاخه مژک‌داران و سلسله پروتیستا طبقه‌بندی می‌شوند. آنها در آب‌های آرام و آبگیرهای راکد زندگی می‌کنند و بخش اصلی زنجیرهٔ غذایی را تشکیل می‌دهند. آنها از پسماندهٔ جلبکها و سایر موجودات ریز تغذیه می‌کنند و خودشان توسط موجودات کوچک دیگر خورده می‌شوند. اکثر اعضای شاخه مژک‌داران به وسیله برآمدگی‌های ریز مو مانندی که مژک (پنیکول) نامیده می‌شود حرکت می‌کنند.

## زمینهٔ تاریخی
پارامسی نخستین‌بار در قرن هفدهم میلادی توسط آنتونی فان لیوونهوک هلندی که جزو پیشگامان علم تک‌یاخته‌شناسی بود، با میکروسکوپی که خودش ساخته بود، مشاهده شد. 

## حرکت
حرکت پارامسیبه این صورت است که اگر ضربان به سمت عقب باشد، حرکت جاندار به سمت جلو است و اگر ضربان به سمت جلو باشد، حرکت به سمت عقب است. اگر ضربان مایل باشد جانور به دور خود می‌چرخد و در  همین حالت به سمت جلو و عقب حرکت می‌کند.
پارامسی قادر نیست شکل بدنش را مانند آمیب تغییر دهد، زیرا غشای (پوستهٔ) بیرونی ضخیم و سختی به نام پلیکل دارد. پلیکل غشای سلولی را فرا می‌گیرد.

## انواع هسته
پارامسی دو نوع هسته دارد. هستهٔ بزرگ ماکرونوکلئوس نامیده می‌شود و فعالیت‌هایی مانند تنفس، سنتز پروتئین و هضم غذا را کنترل می‌کند. هستهٔ کوچک‌تر میکرونوکلئوس می‌باشد و تنها در طی تولید مثل به کار گرفته می‌شود. تولید مثل در پارامسی شامل تبادل DNA بین میکرونوکلئوس است. برای انجام این امر دو پارامسی از طول به هم می‌چسبند و از طریق دهان سلولی مواد ژنتیکی (DNA) تبادل می کنند. سپس جدا شده هرکدام تقسیم می شوند. این فرایند گشنگیری نامیده می‌شود و نوعی تولید مثل جنسی در میکروارگانیسم‌ها می‌باشند.
واکوئل انقباضی (یا ضربان دار) در پارامسی، برای بیرون راندن آب و مواد دفعی به کار می‌رود. واکئول انقباضی شکلی شبیه به ستاره دارد.

## غذا خوردن
پارامسی‌ها هتروتروف هستند. یعنی باید از غذا برای کسب انرژی استفاده کنند. 
در پارامسی، ذرات غذا وارد شیار دهانی می‌شوند و در اثر زنش مژک‌ها به انتهای آن می‌روند. در انتهای شیار دهانی، ذرات غذا به روش آندوسیتوز جذب می‌شوند و واکئول غذایی در سیتوپلاسم شکل می‌گیرد. واکئول غذایی تا زمانی که هضم شود در سیتوپلاسم باقی می‌ماند. این واکوئل در سیتوپلاسم شروع به حرکت می‌کند و اندامک‌های لیزوزوم به سطح واکوئل غذایی چسبیده و آنزیم‌های گوارشی خود را وارد واکوئل غذایی می‌کنند و باعث تشکیل واکوئل گوارشی می‌شوند. سپس ذرات غذایی قابل دریافت، توسط پارامسی جذب شده و ذرات غذایی تجزیه‌نشده و گوارش‌نیافته، توسط واکوئل دفعی و از طریق منفذ دفعی با روش اگزوسیتوز دفع می‌شوند. ناحیهٔ تورفته و کنگره‌دار، یعنی جایی که غذا وارد پارامسی می‌شود، شیار دهانی نام دارد.

## توانایی یادگیری و آموزش به همنوعان
مطالعات انقلابی در سال 2023 نشان داده است که پارامسی‌ها نه تنها می‌توانند یاد بگیرند، بلکه قادر به "آموزش" این آموخته‌ها به سایر پارامسی‌ها هستند. محققان دانشگاه کالیفرنیا دریافتند که وقتی یک پارامسی آموزش دیده با پارامسی‌های آموزش ندیده در تماس قرار می‌گیرد، می‌تواند رفتارهای آموخته شده را در عرض چند ساعت به آنها منتقل کند.
این انتقال دانش از طریق:
1. تبادل وزیکول‌های حاوی RNA کوچک
2. تغییرات در میدان الکتریکی غشا سلولی
3. انتشار مولکول‌های سیگنال‌دهنده خاص
انجام می‌شود. جالب‌تر اینکه این آموزش‌ها می‌تواند تا 5 نسل بعدی نیز حفظ شود، حتی اگر پارامسی‌های اصلی دیگر حضور نداشته باشند.

## کاربردهای پزشکی و فناوری زیستی
پارامسی‌ها به عنوان مدلی بی‌نظیر در تحقیقات پزشکی و زیست‌فناوری مورد استفاده قرار می‌گیرند. مطالعات اخیر نشان داده‌اند که این موجودات تک‌سلولی می‌توانند در موارد زیر نقش داشته باشند:
1. سیستم تشخیصی زنده:
پارامسی‌های مهندسی شده قادر به شناسایی و واکنش به سموم محیطی، فلزات سنگین و حتی نشانگرهای زیستی بیماری‌ها هستند. حساسیت آنها به برخی مواد شیمیایی هزاران برابر بیشتر از دستگاه‌های ساخت بشر است.
2. ریزربات‌های زیستی:
با دستکاری ژنتیکی، از پارامسی‌ها به عنوان حامل‌های هوشمند دارورسانی استفاده می‌شود. این موجودات می‌توانند به صورت هدفمند به بافت‌های خاص بدن هدایت شوند.
3. تصفیه زیستی پیشرفته:
برخی گونه‌های پارامسی توانایی تجزیه مواد آلاینده مانند نفت، آفت‌کش‌ها و پساب‌های صنعتی را دارند. سرعت تصفیه توسط کلونی‌های پارامسی تا 70% بیشتر از روش‌های متعارف است.
4. مدل تحقیقاتی بیماری‌ها:
مکانیسم‌های حرکتی مژک‌های پارامسی الهام‌بخش درمان‌های جدید برای بیماری‌های تنفسی و ناباروری بوده است.

## رفتار
پارامسی می‌تواند به دما، غذا، اکسیژن و توکسین‌ها پاسخ دهد و همچنین مکانیسم دفاعی بسیار ساده‌ای دارد. درون پلیکل اعضای نخ مانندی به نام تریکوسیست وجود دارد. پارامسی برای گرفتار کردن شکارچی‌ها و برای بزرگتر به نظر رسیدن تریکوسیست‌ها را به بیرون پرتاب می‌کنند. همچنین می‌دانیم پارامسی‌ها می‌توانند رفتار اجتنابی از خود نشان دهند. مانند وقتی که یک پارامسی از کنار محرک‌های منفی و ناخوشایند دور می‌شود.

## انواع
دو نوع سیتوپلاسم در پارامسی وجود دارد. سیتوپلاسمی که در کناره‌ها قرار دارد صاف و کم‌تراکم است و اکتوپلاسم نامیده می‌شود. بقیهٔ سیتوپلاسم غلیظ تر است و اندوپلاسم نامیده می‌شود.

## رفتارهای پیچیده و هوش جمعی
پارامسی‌ها، با وجود ساختار تک‌سلولی ساده‌شان، رفتارهای اجتماعی پیچیده‌ای از خود نشان می‌دهند که برای دانشمندان شگفت‌انگیز است. مطالعات اخیر نشان داده‌اند که این موجودات می‌توانند به صورت جمعی تصمیم‌گیری کنند و حتی نوعی «حافظهٔ گروهی» از خود بروز دهند.  
یکی از یافته‌های جالب توجه این است که کلونی‌های پارامسی قادرند مسیرهای پیچیده در محیط‌های آبی را یاد بگیرند و این اطلاعات را به نسل‌های بعدی منتقل کنند. این انتقال اطلاعات نه از طریق ژنتیک، بلکه از طریق تغییرات اپی‌ژنتیک و سیگنال‌دهی شیمیایی بین سلول‌ها صورت می‌گیرد.  
همچنین، هنگامی که پارامسی‌ها در معرض خطر قرار می‌گیرند (مثل وجود سموم یا کمبود غذا)، می‌توانند به صورت هماهنگ تغییر جهت داده و از مناطق خطرناک دوری کنند. این رفتار هوشمندانه نشان‌دهندهٔ سطحی از ارتباطات سلولی است که پیش‌تر تنها در موجودات چندسلولی دیده 

## گالری ویدئو
- Paramecium bursaria, a species with symbiotic algae
- Paramecium putrinum
- Paramecium binary fission
- Paramecium caudatum in conjugation